# Снятие с креста (картина Рубенса, Эрмитаж)
«Снятие с креста» (нидерл. Kruisafneming) — картина выдающегося фламандского живописца Питера Пауля Рубенса из собрания Государственного Эрмитажа в Санкт-Петербурге.

## История
Картина написана в период 1617—1618 годов, вероятно по заказу капуцинского монастыря в Лире близ Антверпена. Монастырской церкви она принадлежала до конца XVIII века в качестве алтарного образа (есть свидетельства, что она там находилась в 1628 и 1771 годах. Предположительно в 1797 или 1798 году картина была захвачена французскими войсками и отправлена в Париж. В 1809 году находилась в замке Мальмезон, принадлежавшем Жозефине Богарне, причем встречается упоминание что картина была ей подарена от лица города Брюгге. После смерти Жозефины Богарне в 1814 году часть её собрания (38 картин и 4 скульптуры), включая и «Снятие с креста» Рубенса, была приобретена императором Александром I и в 1815 году отправлена в Картинную галерею Эрмитажа. Выставляется в здании Нового Эрмитажа в зале 247 (Зал Рубенса)

## Иконография и композиция картины
Композиция картины основана на сюжете, описанном во всех четырёх Евангелиях (Мф., 27: 57-59; Мк., 15: 42-46; Лк., 23: 50-54; Ин., 19: 38-40) и воплощает важнейший христианский догмат: искупление первородного греха смертью Христа.
Вокруг Христа изображены пять персонажей: Иосиф Аримафейский (на самом верху), Никодим и Иоанн Богослов (слева и справа на лестницах), плачущие Дева Мария и Мария Магдалина (преклонившая колени). Среди многих композиций Рубенса на этот сюжет эта картина является самой поздней и самой лаконичной в его творчестве. Против обыкновения на картине отсутствует фоновый пейзаж, также не видно и символов Страстей Господних (за исключением креста) — гвоздей, тернового венца.Специалисты Эрмитажа — заведующая сектором живописи XIII—XVIII веков отдела западноевропейского искусства Н. И. Грицай и хранитель фламандской живописи XVII века Н. П. Бабина, проводя детальный анализ картины, отмечали:

Всё внимание в композиции сосредоточено не на самом действии — опускании тела мёртвого Христа на землю, а на лицах, жестах и переживаниях участников сцены, окруживших Христа. Они не столько несут, сколько поддерживают тело Спасителя, мерно и плавно скользящее вниз. Это диагональное движение задает тон всей композиции, позволяя организовать её в единое целое и сообщая ей строгий и торжественный ритм ритуального действа

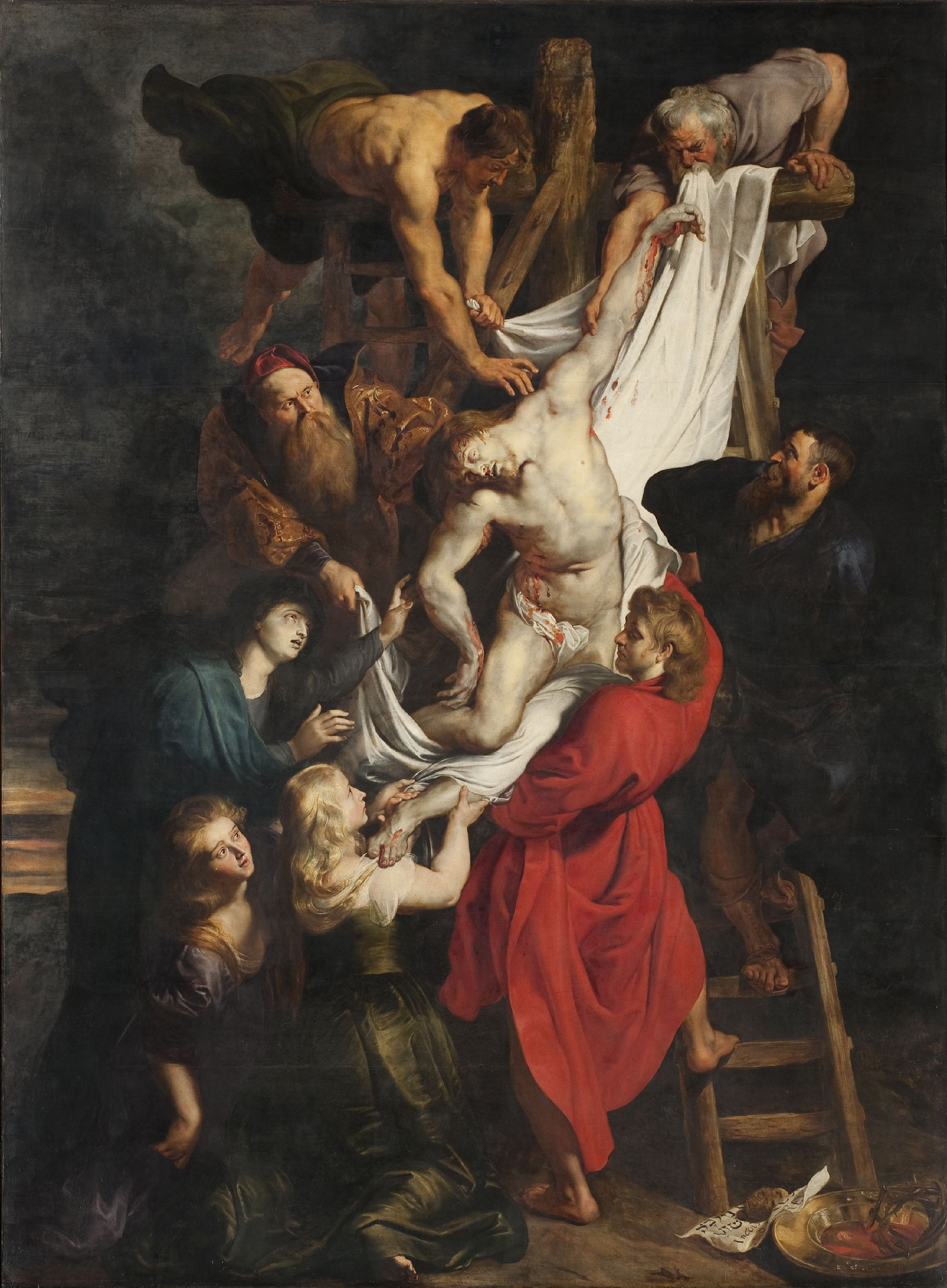
П. П. Рубенс. Снятие с креста. 1612–1614. Дерево, масло. Собор Антверпенской Богоматери, Антверпен
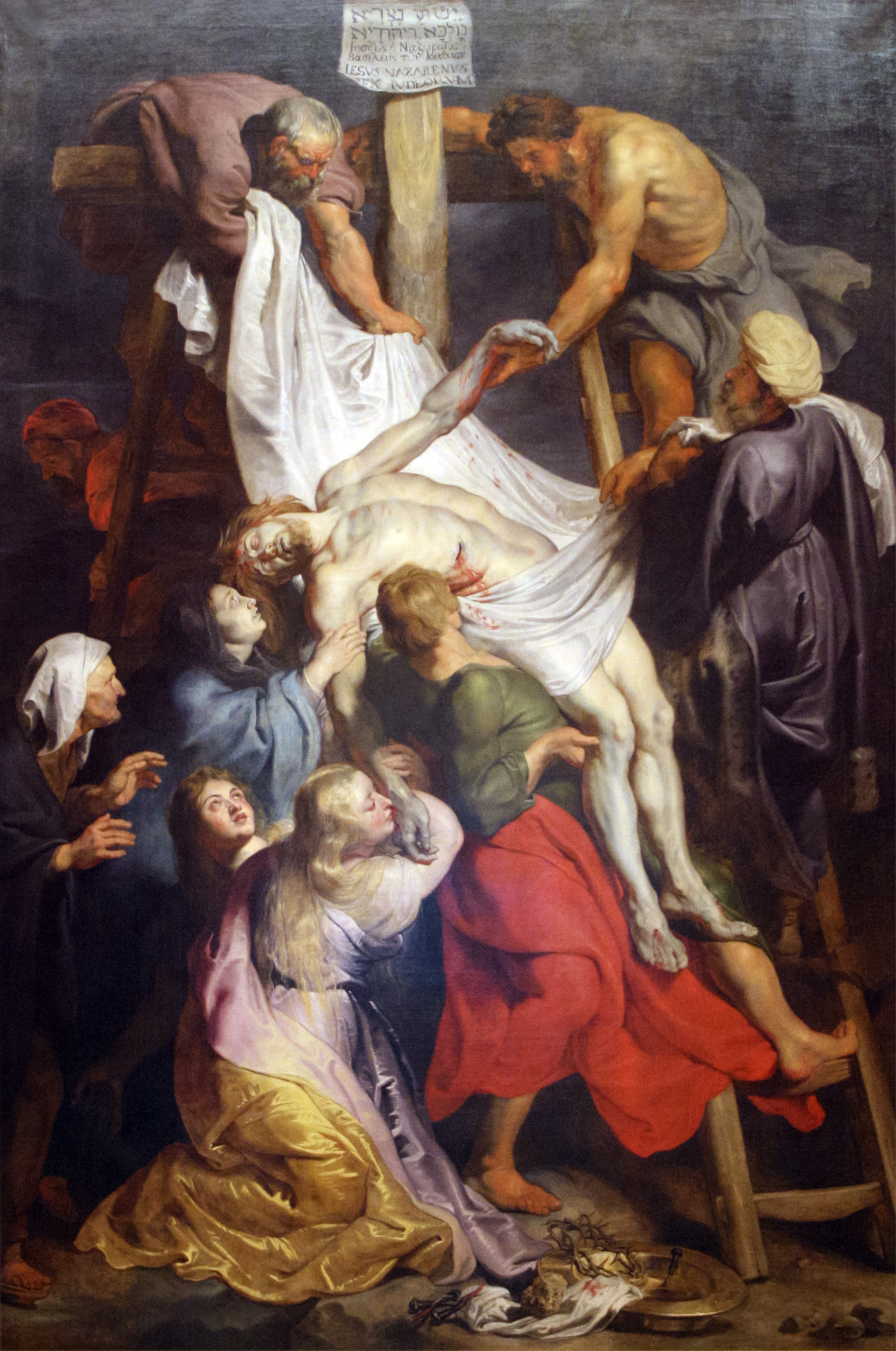
П. П. Рубенс. Снятие с креста. 1616-1617. Холст, масло. Дворец изящных искусств, Лилль
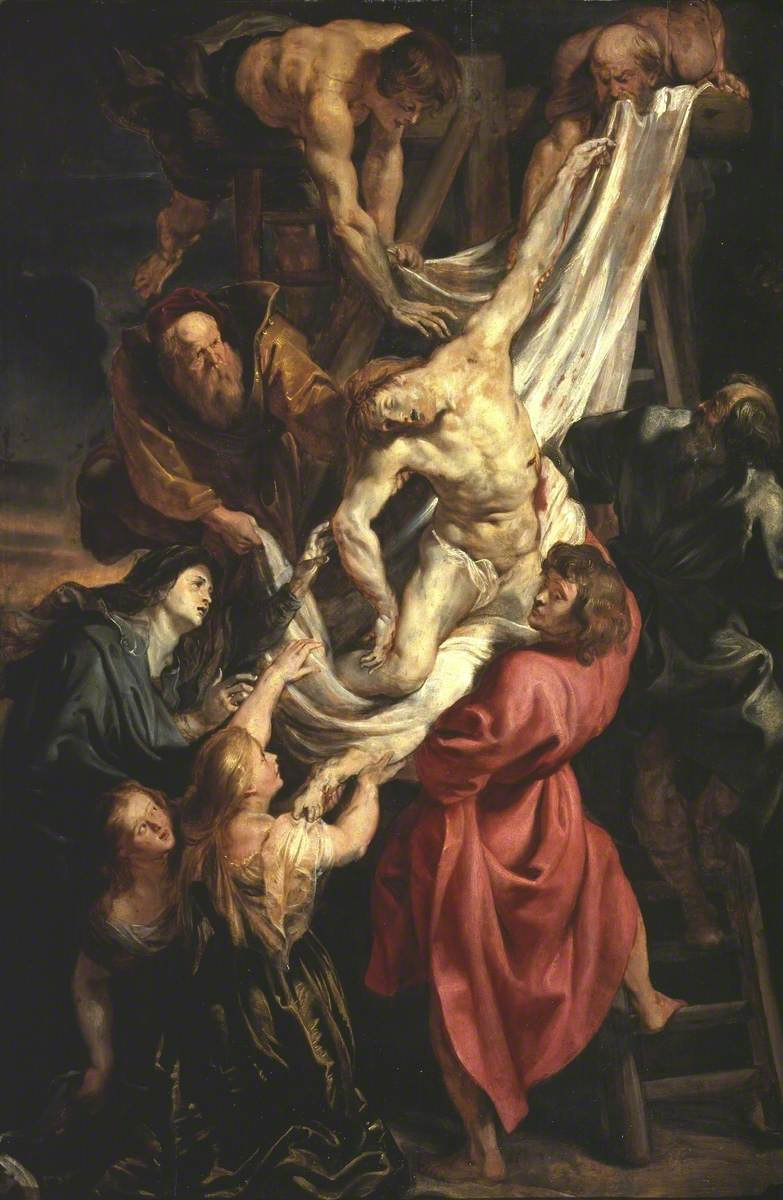
П. П. Рубенс. Снятие с креста. 1611. Холст, масло. Галерея Курто, Лондон
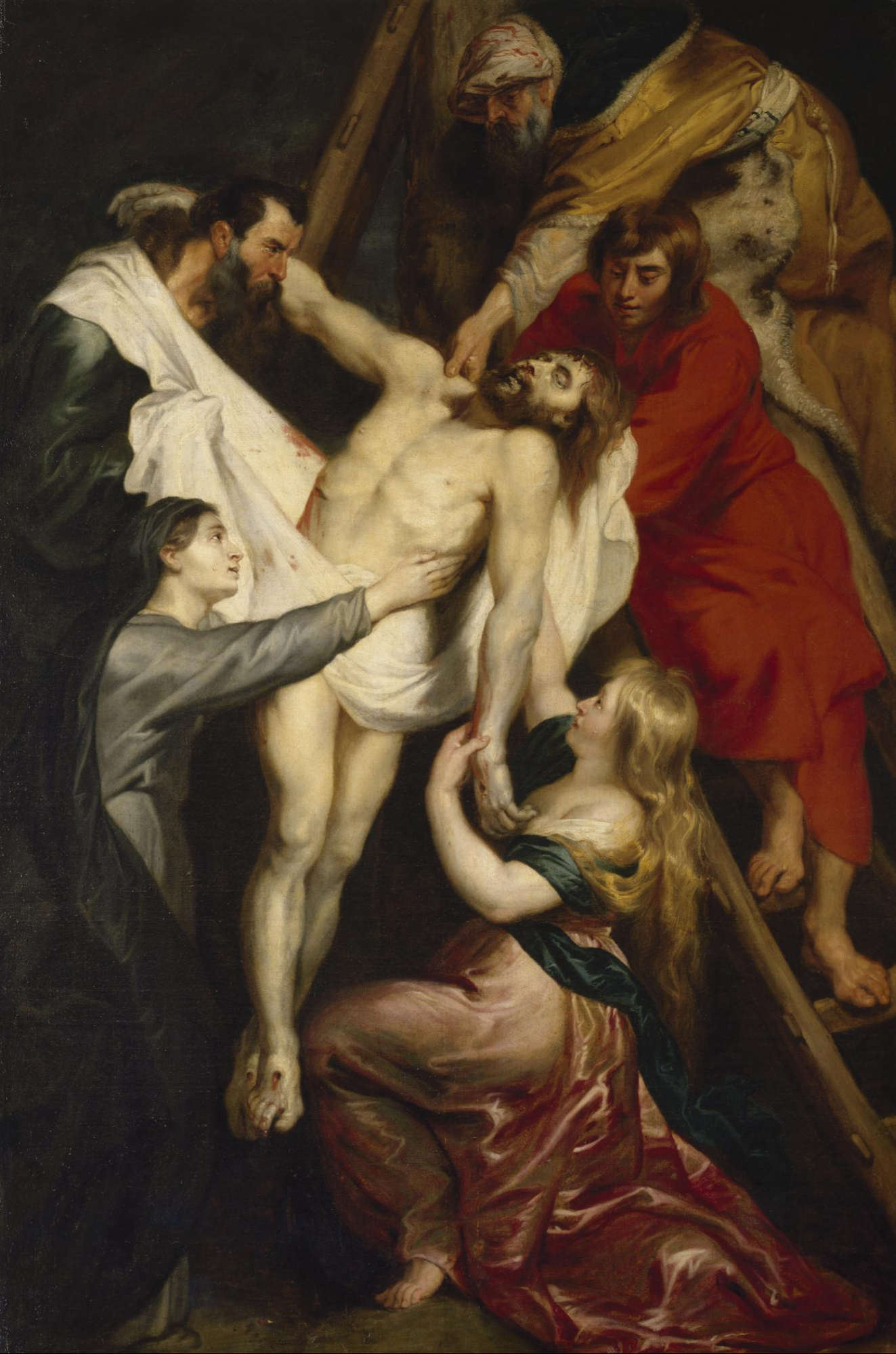
П. П. Рубенс. Снятие с креста. 1617–1618. Холст, масло. Государственный Эрмитаж, Санкт-Петербург

Известно три подготовительных рисунка Рубенса к этой картине: два наброска происходят из коллекции Эжен Б. Тоу и хранятся в Библиотеке Пирпонта Моргана в Нью-Йорке, ещё один рисунок находится в Бостонском музее изящных искусств. На всех трёх рисунках только изображение тела Христа соответствует окончательному варианту, положения остальных фигур значительно варьируются.

П. П. Рубенс. Снятие с креста. Ок. 1614 г. Дерево, масло. Государственный Эрмитаж, Санкт-Петербург. Схема композиции: В. Г. Власов по С. М. Даниэлю, 2008

Неровность выполнения различных частей окончательного варианта картины и невыразительность цветового решения дают возможность предположить, что в завершении этого произведения принимали участие ученики Рубенса и прежде всего Антонис Ван Дейк. Знаток западноевропейского искусства М. Я. Варшавская утверждала, что рука Ван Дейка чувствуется в изображениях самого Христа и Иосифа Аримафейского.
К работе над этой темой Рубенс возвращался неоднократно c непродолжительными перерывами. Первый вариант композиции на тему «Снятия с креста» был написан художником в 1616 году (Дворец изящных искусств, Лилль), другой, в том же году, хранится в Галерее Курто в Лондоне. Другие варианты находятся в церкви Иоанна Крестителя в Аррасе, в соборе Сент-Омера, в музее Валансьена.
Основным прототипом Эрмитажной картины считается центральная часть алтарного триптиха «Снятие с креста» из Собора Антверпенской Богоматери (1612—1614 годы, дерево, масло; 420 × 310 см). Существует копия с картины, выполненная неизвестным художником и находящаяся в англиканской церкви Иисуса Христа в Санкт-Петербурге на Английской набережной.
Однако композиция эрмитажного произведения существенным образом отличается от всех прочих вариантов и, прежде всего, антверпенской картины. Художник применил хорошо известный «диагональный метод». Однако если в Антверпене зрительное движение фигур подчинено одной главной диагонали (проходящей из правого верхнего угла в левый нижний), то в эрмитажном варианте Рубенс достиг иного впечатления способом уравновешивания двух равнозначных диагоналей типа «андреевского креста» (одна диагональ образуется положением тела Христа, другая — лестницей и фигурой Иоанна в красном). В результате возникает впечатление не напряжённого движения, а умиротворения и сосредоточения (насколько это возможно по сюжету).
Ещё один вариант, также находящийся в Эрмитаже, называемый эскизом неосуществлённой композиции (48,7 × 52 см), также демонстрирует совершенно иной подход к решению темы (происходит из собрания Шуваловых). Формат картины приближен к квадрату и это подсказало Рубенсу идею сферической перспективы, построенной на центральной точке и системе концентрических окружностей. «Оптический центр изображения, — писал С. М. Даниэль, — связан с точкой наибольшего напряжения сил — левой рукой Магдалины… К этому центру ориентированы основные, радиальные линии композиции, вокруг него организовано кольцевое движение „ближних Христа“… Фигуры участников действия как бы попали в водоворот и не принадлежат себе».